# Antoine af Orléans (1824-1890)
Antoine, hertug af Montpensier (født 31. juli 1824 på slottet i Neuilly, Neuilly-sur-Seine, Hauts-de-Seine, død 4. februar 1890 nær Cádiz, Andalusien, Spanien) var en fransk prins. Han var den yngste søn af kong Ludvig-Filip af Frankrig. I 1894–1926 og igen fra 1940 har nogle af hans efterkommere forgæves gjort krav på den franske trone. Selv stillede han op som kandidat til den spanske trone i 1870.

## Forfædre
Hertug Antoine af Montpensier var bror til bl.a. Louise af Orléans (gift med Leopold 1. af Belgien og mor til Leopold 2. af Belgien) og Clémentine af Orléans (mor til Ferdinand 1. af Bulgarien)
Hertug Antoine af Montpensier var søn af kong Ludvig-Filip af Frankrig, sønnesøn af hertug Ludvig Filip af Orléans (Philippe Égalité) samt dattersøn af Ferdinand 1. af Begge Sicilier og Maria Karolina af Østrig.
Han var oldesøn af Ludvig Filip 1. af Orléans, Karl 3. af Spanien, den tysk-romerske kejser Frans 1. Stefan og kejserinde Maria Theresia af Østrig.

## Familie
Hertug Antoine af Montpensier var gift med Luisa Fernanda af Spanien, der var den yngste datter af Ferdinand 7. af Spanien og lillesøster til Isabella 2. af Spanien. 
De fik ti børn:
- María Isabel (1848–1919), gift med sin fætter (1838–94), der var fransk tronprætendent samt søn af Helene af Mecklenburg-Schwerin og den tidligere franske kronprins Ferdinand Filip af Orléans, hertug af Chartres.
- Maria Amelia (1851–1870)
- María Cristina af Orléans (1852–1879)
- Maria de la Regla (1856–1861)
- Unavngivet barn (1857-1857)
- Fernando (1859–1873)
- María de las Mercedes af Orleans (1860–1878), spansk dronning januar–juni 1878, gift med sin fætter Alfons 12. af Spanien. Ingen børn.
- Felipe Raimundo Maria (1862–1864)
- Antonio, hertug af Galliera (italiensk) (1866–1930), gift med sin kusine (en datter af Isabella 2. af Spanien). To sønner.
- Luis Maria Felipe Antonio (1867–1874)

## Kandidat til den spanske trone
Den 16. november 1870 valgte Cortes Amadeus 1. af Spanien til konge.  Antoine af Montpensier var også kandidat, men han fik kun få stemmer. 